# Galianthe elegans
Galianthe elegans är en måreväxtart som beskrevs av Elsa Leonor Cabral. Galianthe elegans ingår i släktet Galianthe och familjen måreväxter. Inga underarter finns listade i Catalogue of Life.